# David de l'art contemporain
Les David de l'art contemporain sont des prix d'art contemporain qui ont été décernés en 2008 et en 2009.

## Prix et sélection
Deux trophées, dessinés par Moebius, sont décernés et récompensent deux artistes :
- le David’Or, doté de 50 000 €, récompense un artiste pour son œuvre ;
- le David Découverte, doté de l’achat d’une œuvre, d'une exposition dans l’année et de l’édition d’un catalogue, récompense un artiste émergent.

Seuls les artistes (français ou étrangers) ayant réalisé une exposition publique de leurs œuvres, en France, dans les douze mois précédant la remise du prix, peuvent participer à la sélection annuelle.
Les artistes récompensés sont sélectionnés en trois temps :
- un comité artistique composé de jeunes passionnés et étudiants en art réunit une centaine d’artistes ;
- parmi ces artistes, un comité de sélection, composé de professionnels reconnus du monde de l’art contemporain, désigne les 10 artistes nommés qui sont ensuite exposés et pour lesquels un catalogue est édité ;
- un jury, composé de personnalités issues du cinéma, du théâtre, de la haute couture, de la littérature, de la musique, de la danse et de l’architecture, désigne les deux lauréats.

## David de l'art contemporain 2009

### Lauréats
- David'Or : Céleste Boursier-Mougenot
- David Découverte : Vincent Mauger

### Cérémonie de remise des David et exposition des artistes nommés
L’académie des David a proposé en 2009 un parcours au cœur du 8e arrondissement de Paris. Des galeries situées de la rue de Duras à l’espace Pierre Cardin, les visiteurs ont pu découvrir les œuvres des dix artiste nommés. Chacun d’entre eux a sélectionné pour l’occasion des œuvres majeures de leur carrière ou a réalisé, spécialement pour les David, des installations inédites.
Le comité de sélection était présidé par Anne-Marie Charbonneaux. La cérémonie de remise de prix s'est déroulée sous forme d’un happening scénographié, mélangeant différents moyens d’expression contemporains. Cette seconde édition a eu lieu le 4 mai 2009 dans le théâtre de l’espace Pierre Cardin.

### Nommés
- Saadane Afif
- Céleste Boursier-Mougenot
- Nicolas Delprat
- Vincent Lamouroux
- Vincent Mauger
- Bruno Peinado
- Françoise Pétrovitch
- Xiao-Fan Ru
- Mary Sue
- Blair Thurman

## David de l'art contemporain 2008

### Lauréats
- David'Or : Ann Veronica Janssens
- David Découverte : Cyprien Gaillard

### Déroulement
L’exposition des artistes nommés a eu lieu à Paris du 15 au 23 avril 2008 à l'espace Commines, dans le 3e arrondissement.
Les noms des lauréats ont été dévoilés le 16 avril 2008, à Paris, au siège du groupe AXA.

### Nommés
- Sarah Fauguet & David Cousinard
- Elise Florenty
- Cyprien Gaillard
- Ann Veronica Janssens
- Angelika Markul
- Marlène Mocquet
- Philippe Perrin
- Frédéric Pradeau
- Philippe Ramette

### Jury
- Jean Giraud
- Santiago Amigorena
- Pierre Cardin
- Marine Delterme
- Jean-Pierre Fouillet
- Josef Nadj
- Corinne Vezzoni

### Comité de sélection
- Caroline Bourgeois, directrice artistique du Plateau FRAC Ile-de-France
- Yvane Chapuis, codirectrice des Laboratoires d’Aubervilliers
- Martin Guesnet, responsable du département art contemporain chez Artcurial
- Claire Le Restif, directrice du Centre d'Art d'Ivry le Crédac
- Yoyo Maeght, fondation Maeght
- Jean-Luc Monterosso, directeur de la Maison européenne de la photographie
- Chris Sharp, news editor chez Flash Art
- Nicolas Zahler, ancien directeur de la galerie Almine Rech, expert en art contemporain chez Sotheby's
- Martina Russo, rédactrice en chef du magazine Inside
- François Michaud, conservateur au Musée d’art moderne de la Ville de Paris